# اپریم اسحاق
اپریم اسحاق هم‌چنین معروف به «دکتر اپریم» (۱۹۱۸–۱۹۹۸) نویسنده، استاد دانشگاه آکسفورد در رشته اقتصاد، فعال چپ و از کادرهای برجسته حزب توده ایران بود که اندکی پس از انشعاب سال ۱۳۲۶ در آن حزب، از عضویت آن استعفا کرد و چندی بعد ایران را برای همیشه ترک گفت. وی پس از ترک ایران مدتی را در سازمان ملل متحد در نیویورک فعالیت کرد، ولی در سال ۱۹۶۳ به انگلستان بازگشت و تا هنگام مرگ در دانشگاه آکسفورد، استاد اقتصاد بود. اپریم اسحق اهل ارومیه و فرزند یک کشیش نسطوری بود.

## انشعاب از حزب توده
در سال ۱۳۲۵ خورشیدی و در اوج سیاست‌های فرقه دمکرات آذربایجان و دخالت‌های ارتش سرخ که در آن زمان در ایران مستقر بود، دولت وقت اتحاد جماهیر شوروی کافتارادزه را برای جلب نظر دولت ایران در زمینه «انعقاد قرارداد امتیاز نفت شمال ایران» به آن کشور فرستاد. حزب توده ایران تظاهراتی را در پشتیبانی از سیاست اتحاد شوروری برگزار کرد. در چنین اوضاع و احوالی بود که احسان طبری با نوشتن مقاله‌ای، این موضوع را مطرح کرد که: «اگر دولت ایران برای شرکت نفت ایران و انگلیس در جنوب ایران امتیازی قائل است، به یقین درست خواهد بود که برای همسایه شمالی -شوروی- هم در شمال کشور چنین امتیازی را در نظر بگیرد و این کار، حفظ موازنه منفی است». این سیاست هم‌سازی و هم‌راهی با سیاست شوروی که نفی منافع و مصالح ملی ایران را هدف قرار داده بود، عده‌ای از کادرهای برجسته حزب توده از جمله اپریم اسحق را به عصیان واداشت و در نتیجه انشعاب اول حزب شکل گرفت.
دفتر مرکزی حزب توده پس از استعفای اپریم اسحاق، در بیانیه‌ای او را «جاسوس انگلیس» معرفی کرد.

## کتاب‌ها
- دو جزوه «چه باید کرد؟» و «حزب توده بر سر دو راه»[۴][۵]
- از مارشال تا کینز
- سیاست‌های مالی و پولی در کشورهای رو به توسعه[۶]